# Trypanaeus noxius
Trypanaeus noxius är en skalbaggsart som beskrevs av Sylvain Auguste de Marseul 1862. Trypanaeus noxius ingår i släktet Trypanaeus och familjen stumpbaggar. Inga underarter finns listade i Catalogue of Life.